# Лео Броувер
Лео Броувер (Juan Leovigildo Brouwer Mezquida) (Хавана, 1. март 1939) је кубански композитор, диригент и класични гитариста.

## Биографија
Он је унук кубанског композитора Ернестина Лекуона и Касадо. Његов пра-ујак, Ернесто Лекуона, компоновао је "Ла Малагуена" и за његова другу рођаку, Маргариту Лекуну, компоновао "Бабалу", који је популаризовао кубански музичар и глумац Деси Арназ. Почасни је члан Међународног савета за музику.